# الدوري الأوكراني الممتاز 2012–13
الدوري الأوكراني الممتاز 2012–13 (بالأوكرانية: Чемпіонат України з футболу 2012—2013: Прем'єр-ліга)‏ هو الموسم 22 من  الدوري الأوكراني الممتاز. أقيم خلال الفترة 13 يوليو 2012 وحتى 26 مايو 2013، والذي يشرف على تنظيمه اتحاد أوكرانيا لكرة القدم، وكان عدد الأندية المشاركة فيه  16، وفاز فيه نادي شاختار دونيتسك.